# Habiba Tarik Fathi Atijja
Habiba Tarik Fathi Atijja (arab. حبيبه طارق فتحي عطيه; ur. 28 lipca 1997) – egipska zapaśniczka walcząca w stylu wolnym. Brązowa medalistka igrzysk afrykańskich w 2015. Mistrzyni Afryki w 2015. Mistrzyni Afryki juniorów w 2015 i 2016. Czwarta na igrzyskach olimpijskich młodzieży 2014 roku.